# Jakow Zilberman
Jakow Zilberman, ros. Яков Зильберман (ur. 26 maja 1954) – izraelski szachista, reprezentant Związku Radzieckiego do 1990, arcymistrz od 1998 roku.

## Kariera szachowa
Do czasu emigracji do Izraela startował wyłącznie w turniejach rozgrywanych w Związku Radzieckim. Sukcesy międzynarodowe zaczął odnosić na początku lat 90. XX wieku. W 1991 podzielił I miejsce (wspólnie z Urielem Zakiem) w turnieju B w Tel Awiwie, natomiast w 1992 zwyciężył w Ramat ha-Szaron, zajął IV miejsce (za Ilią Smirinem, Igorem Chenkinem i Leonidem Gofshteinem) w Tel Awiwie oraz jedyny raz w karierze wystąpił na szachowej olimpiadzie.
W 1993 ponownie zwyciężył w Ramat ha-Szaron oraz podzielił II miejsce (za Joną Kosaszwilim, wspólnie z Nigelem Daviesem i Walerijem Beimem) w Riszon Le-Cijon. W 1998 odniósł duży sukces, zwyciężając (wspólnie z Robertem Hübnerem i Ivanem Moroviciem Fernandezem) w rozegranym w Hawanie memoriale Jose Raula Capablanki. W tym samym roku podzielił również I miejsce (wspólnie z m.in. Lotharem Vogtem) w otwartym turnieju w Zurychu. W 2005 zwyciężył w turnieju Maccabiah GM w Jerozolimie, natomiast w 2006 podzielił II miejsce (za Maximem Rodshteinem, wspólnie z Konstantinem Lernerem i Dovem Zifronim) w mistrzostwach Izraela oraz zwyciężył (wspólnie z Markiem Cejtlinem) w memoriale Dowa Porata w Giwatajim. W 2008 podzielił III miejsce (za Konstantinem Lernerem i Danem Zolerem, wspólnie z m.in. Borysem Kanclerem) w Herclijji.
Najwyższy ranking w karierze osiągnął 1 lipca 1997 r., z wynikiem 2560 punktów zajmował wówczas 8. miejsce wśród izraelskich szachistów.